# Severino Batista de França
Severino Batista de França O.F.M.Cap. (Bezerros, 29 de janeiro de 1945) é um religioso católico brasileiro, e bispo emérito da Diocese de Nazaré. 
É filho de Pedro Batista de França e Maria José dos Apóstolos.

## Formação
Ingressou no seminário dos Capuchinhos no dia 15 de outubro de 1957, emitindo os primeiros votos na Ordem dos Capuchinhos no dia 8 de dezembro de 1964. Emitiu finalmente os votos perpétuos no dia 12 de dezembro de 1967, tendo concluído o curso de Filosofia em Guaramiranga, no estado do Ceará, e o curso de Teologia em Salvador, no estado da Bahia. 
Foi ordenado padre no dia 8 de dezembro de 1972 em Bezerros, no estado de Pernambuco, por Dom José Lamartine Soares, bispo auxiliar da Arquidiocese de Olinda e Recife. 
Estudou posteriormente Teologia Espiritual, com especialização em Franciscanismo, no Pontifício Ateneu Antoniano de Roma. Foi depois professor de Teologia Espiritual no Seminário Diocesano de Natal, no Rio Grande do Norte, e no Instituto Franciscano de Teologia de Olinda. Foi diretor do Seminário Menor dos Capuchinhos, mestre de postulantes e mestre de noviços. Foi também provincial, por duas vezes, da Província Capuchinha do Nordeste do Brasil, e também definidor da mesma por duas vezes.

## Prebisterado
Frei Severino foi guardião em três conventos; vigário da Paróquia de Santa Rita de Cássia, em Maceió (Alagoas) e da Paróquia de Sagrada Família, em Bom Conselho (Pernambuco); e vigário paroquial da Paróquia de Nossa Senhora do Rosário, no Recife, da Paróquia da Nossa Senhora da Penha, também no Recife, e da Paróquia de Nossa Senhora dos Remédios, em Catolé do Rocha (Paraíba). 
Foi também coordenador da Pastoral da Juventude na Arquidiocese de Maceió e vigário episcopal para os religiosos na mesma. Fez parte do Colégio dos Consultores e Conselho Presbiterial da Diocese de Cajazeiras, como também do Conselho Presbiterial da Arquidiocese de Natal e da Arquidiocese de Maceió. Foi ainda coordenador da Pastoral Familiar da Arquidiocese de Maceió.

## Episcopado
Foi eleito bispo auxiliar da Diocese de Santarém pelo Papa João Paulo II, e sagrado no dia 7 de outubro de 2004 pelo então bispo da Diocese de Afogados da Ingazeira Dom Luís Gonzaga Silva Pepeu, OFM Cap. 
Tomou finalmente posse como bispo auxiliar de Santarém no dia 31 de outubro de 2004. Foi o bispo responsável no Regional Norte 2 pela Organização dos Seminários e Institutos do Brasil (OSIB), pela Conferência dos Religiosos do Brasil (CRB) e pela Comissão Nacional de Presbíteros (CNP), além de vigário geral da Diocese de Santarém. 
Por fim, foi nomeado Bispo da Diocese de Nazaré no dia 7 de março de 2007, pelo Papa Bento XVI.

## Renúncia
Em 25 de Novembro de 2015, a Santa Sé aceita o pedido de renúncia do bispo. Dom Severino alegou motivos de saúde para o afastamento definitivo do Governo Diocesano. Aos 70 anos,  o bispo diz sofrer de dores na coluna e problemas estomacais, o que dificultaria cumprir a agenda de viagens e os compromissos administrativos do cargo. “Como vi que estou bastante fragilizado não tinha para que forçar e prolongar algo. Não é por querer, é porque não tenho condições de seguir.” Afirmou o religioso em entrevista coletiva ao portal da G1 Rede Globo na internet.